# Килкрохейн

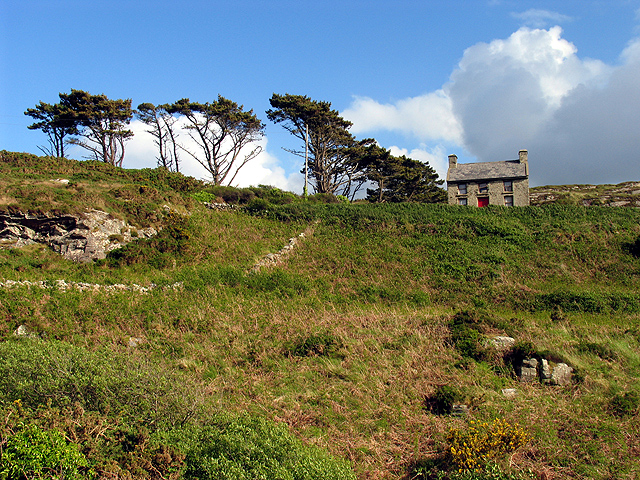
Церковь

Килкрохейн (англ. Kilcrohane; ирл. Cill Chrócháin) — деревня в Ирландии, находится в графстве Корк (провинция Манстер).
В этой деревне жил и ходил в школу в 1970-е актёр Рэйф Файнс.